# Dragon Power
Dragon Power, conosciuto in Giappone come Dragon Ball: Shenlong no nazo (ドラゴンボール 神龍の謎?, Doragon Bōru: Shenron no Nazo, lett. "Dragon Ball: L'enigma di Shenron") è un videogioco del 1986 pubblicato da Bandai per Nintendo Entertainment System. Il gioco è basato sul manga Dragon Ball.
Alcuni sprite della versione occidentale del gioco sono stati rimodellati eliminando i riferimenti alla serie Dragon Ball (Goku, ad esempio, è stato trasformato in una scimmia).

## Modalità di gioco
Il gioco si rifà moltissimo al ben più famoso Commando, infatti nelle vesti di Goku si avrà la possibilità di visitare i vari scenari di gioco con movimenti orizzontali o verticali, sferrando colpi in linea retta per sconfiggere i nemici.